# Muntenii de Sus, Vaslui
Muntenii de Sus este satul de reședință al comunei cu același nume din județul Vaslui, Moldova, România.

## Locație:
- Satul Muntenii de Sus este așezat în partea de N-E a municipiului Vaslui, la o distanță de 6 km de acesta, având vechi tradiții etnografice, istorice și economice, cu o vechime de peste 300 de ani.Satul face parte din comuna Muntenii de Sus.Acesta comuna a Judetului Vaslui se invecineaza cu comunele Tanacu,Valeni,Zapodeni,Feresti si cu Municipiul Vaslui. Comuna,cu o populatie estimata undeva la 3.500-4.000 de locuitori ,este alcatuita din doua sate vecine,anume satul Muntenii de Sus(Satu Vechi) si Satu Nou.

## Istorie
- La marginea de vest a satului Muntenii de Sus, pe interfluviu a două pârâiașe, au fost descoperite urme de locuire reprezentate de fragmente ceramice, aparținând probabil culturii Noua, din epoca bronzului târziu (aprox. 1350-1200 î.Hr.).[1]

## Personalități
- Ioan Adam (1875 - 1911) - scriitor român, asociat cu semănătorismul.

## Monumentele istorice din Muntenii de Sus
Biserica parohială cu hramul ”Sfinții Trei Ierarhi"- 1833